# Когут, Борис Михайлович
Борис Михайлович Когут (4 августа 1939 — 24 июня 2024) — советский и российский деятель науки, ректор ДВГМУ (1994—2005).
Окончил лечебный факультет Хабаровского государственного медицинского института (1962) и аспирантуру кафедры оперативной хирургии и топографической анатомии Томского государственного медицинского института (1965).
С 1965 по 2019 год работал в Хабаровском государственном медицинском институте (с 1996 г. Дальневосточный государственный медицинский университет): ассистент, старший преподаватель, доцент, профессор, заведующий кафедрой топографической анатомии с курсом оперативной хирургии (1974—2014), профессор кафедры нормальной и топографической анатомии с курсом оперативной хирургии, декан педиатрического факультета (1972—1981), проректор по учебной работе (1981—1994), ректор ДВГМУ в 1994—2005 годах.
В 1984 году защитил докторскую диссертацию:
- Сравнительная оценка и анализ причин влияния обширных и экономных резекций желудка, сочетающихся с ваготомией, на структуры ганглиев периферического отдела вегетативной нервной системы : специальность 14.00.02 «Анатомия человека» : диссертация на соискание ученой степени доктора медицинских наук / Б. М. Когут. — Хабаровск : [б. и.], 1984. — 399 с.

В период его руководства вузом были открыты кафедра семейной медицины, три научно-исследовательские лаборатории, стоматологическая поликлиника, лечебно-диагностическая поликлиника семейной медицины, университетская аптека.
Представитель Минздрава России в Дальневосточном федеральном округе с 2000 по 2005 год.
Автор исследований по морфологическим проблемам абдоминальной хирургии.
Награждён орденом Дружбы (07.03.1999) и значком «Отличник здравоохранения».
Умер 24 июня 2024 года после продолжительной болезни.
Сочинения:
- Состояние здоровья населения и ресурсы здравоохранения Дальневосточного федерального округа / Г. Г. Онищенко, Б. М. Когут, В. Б. Пригорнев. Хабаровск, 2001. 211 с.
- Дыдыкин С. С., Жмеренецкий К. В., Когут Б. М., Ташкинов Н. В., Бондарь В. Ю., Бояринцев Н. И. Пути улучшения хирургической подготовки студентов в России. Вестник хирургии имени И. И. Грекова. 2017;176(1):97-101.